# Вебер, Франсис
Франси́с Вебе́р (фр. Francis Veber; р. 28 июля 1937 в Нёйи-сюр-Сен) — французский кинорежиссёр и сценарист еврейско-армянского происхождения.

## Биография
Отец Вебера — еврей, а мать — армянка. Мать режиссёра, Екатерина Агаджанян, родилась в Армавире. Позже она с семьёй переехала в Санкт-Петербург, а после революции эмигрировала во Францию. В разных интервью Вебер называет свою маму армянкой, русской или русской армянкой, а о себе говорит: «…какое счастье быть армянином», — что ощущает себя в некоторой степени русским и что у него наполовину армяно-славянская душа.
Снял множество изящных комедий. Снялся в эпизодической роли в фильме «Дублёр». Первые свои работы снимал во Франции. В середине 1990-х годов переехал на постоянное жительство в США.

## Фильмография

### Режиссёр
- 1976 — «Игрушка»
- 1981 — «Невезучие» (фр. «La Chèvre» — «Козочка») c Пьером Ришаром
- 1983 — «Папаши»
- 1985  — «Ограбление»
- 1986 — «Беглецы»
- 1989 — «Три беглеца»
- 1992 — «В опасном положении»
- 1996 — «Ягуар»
- 1998 — «Ужин с придурком»
- 2001 — «Хамелеон» (фр. Le Placard — «Шкаф»)
- 2003 — «Невезучие» (фр."Tais-toi!" — «Заткнись!») с Жаном Рено
- 2006 — «Дублёр»
- 2008 — «Зануда[фр.]»

### Сценарист
- 1969 — «Называй меня Матильдой»
- 1971 — «Жил-был полицейский» — (Комедия)
- 1972 — «Высокий блондин в чёрном ботинке» — (Комедия)
- 1973 — «Великолепный»
- 1973 — «Зануда» — (Комедия)
- 1973 — «Чемодан» / «Дипломатический багаж»
- 1975 — «Возвращение высокого блондина» — (Комедия)
- 1975 — «Дальше — некуда»
- 1975 — «Розовый телефон»
- 1975 — «Прощай, полицейский»
- 1976 — «Игрушка»
- 1978 — «Клетка для чудиков»
- 1979 — «Удар головой»
- 1980 — «Воскресные любовники»
- 1980 — «Клетка для чудиков 2»
- 1981 — «Невезучие»
- 1985 — «Папаши»
- 1985 — «Человек в одном красном ботинке»
- 1986 — «Беглецы» — (Комедия)
- 1994 — «Мой отец — герой»
- 1996 — «Призрак с шофёром»
- 1996 — «Ягуар» — (Приключения)
- 1998 — «Ужин с придурком» — (Комедия)
- 2006 — «Дублёр» — (Комедия)
- 2008 — «Зануда[фр.]»

## Автор диалогов
- 1975 — «Страх над городом»
- 1980 — «Клетка для чудиков 2»

## Экранизации произведений
- 1982 — «Игрушка»
- 1982 — «Партнёры»

## Ремейки снятых фильмов
- 1981 — «Друг-приятель» (англ. «Buddy Buddy») Билли Уайлдера — ремейк «Зануды», с Уолтером Маттау и Джеком Леммоном в главных ролях.
- 1982 — «Игрушка» — ремейк «Игрушки»
- 1985 — «Человек в одном красном ботинке» — ремейк «Высокого блондина в чёрном ботинке»
- 1989 — «Три беглеца» — ремейк «Беглецов», снят самим Вебером после эмиграции в США.
- 1991 — «Чистое везение» / Pure Luck — ремейк «Невезучих».
- 1997 — «День отца» / Fathers' Day Айвана Райтмана — ремейк «Папаш» c Билли Кристалом и Робином Уильямсом
- 2008 — «Зануда[фр.]» — ремейк «Зануды», снят самим Вебером, с Ришаром Берри и Патриком Тимситом[фр.].
- 2012 — «Bumboo» — индийский ремейк «Зануды», реж. Джагдиш Раджпурохит (англ. Jagdish Rajpurohit)[5]